# Roshani Chokshi
Roshani Chokshi, née le 14 février 1991 à Saint-Louis, est une romancière étasunienne de littérature jeunesse et young adult de fantasy. Elle s'inspire régulièrement de la mythologie hindoue dans ses œuvres. En 2020, elle reçoit le prix Southern Book pour son roman Les Loups dorés.

## Biographie

### Jeunesse et formation
Roshani Chokshi naît le 14 février 1991 à Saint-Louis, dans le Missouri, d'une mère philippine et d'un père gujarati ayant tous deux émigré aux États-Unis,. Elle est éduquée en anglais, sans apprendre les langues maternelles de ses parents : elle ne parle ni le tagalog ni le gujarati ni le hindi,,. Elle commence à écrire des histoires vers l'âge de dix ans.
Roshani Chokshi est scolarisée dans une école catholique. Par la suite, elle étudie le droit et la littérature britannique du xive siècle à l'université Emory. En 2015, elle change de carrière pour se consacrer pleinement à l'écriture.

### Carrière littéraire
Roshani Chokshi écrit principalement de la fantasy, à destination d'un lectorat jeunesse ou young adult. Son premier roman, Le Baiser amer des étoiles (The Star-Touched Queen), paraît en 2016 chez St. Martin's Press. Il se classe parmi les best-sellers du New York Times. En 2017, Roshani Chokshi est finaliste du prix Locus du meilleur premier roman pour Le Baiser amer des étoiles.
Son deuxième roman, L'Emblème de nos vœux (A Crown of Wishes), suite de The Star-Touched Queen inspirée de la mythologie hindoue, paraît en 2017,. En 2022, Disney Branded Television annonce préparer une adaptation en série live action de L'Emblème de nos vœux pour sa plateforme Disney+. L'actrice Avantika doit incarner le rôle de l'héroïne, la princesse Gauri,.
En 2018, Roshani Chokshi publie Aru Shah et la lampe du chaos (en) (Aru Shah and the End of Time), premier roman d'une pentalogie et premier livre de la collection Rick Riordan Presents de Disney Hyperion. Il s'agit d'une réécriture du Mahabharata. En avril 2018,  Paramount Pictures annonce avoir acheté les droits d'adaptation cinématographique de la saga. Aru Shah et la lampe du chaos figure sur la liste des 100 meilleurs livres de fantasy de tous les temps du magazine Time. Pour deuxième tome, Aru Shah et le royaume (en) (Aru Shah and the Song of Death), Roshani Chokshi est finaliste du prix Georgia Author of the Year 2020, dans la catégorie young adult. Le cinquième tome de la saga, Aru Shah and the Nectar of Immortality, paraît en 2022.
Roshani Chokshi publie la trilogie de fantasy young adult Les Loups dorés (The Gilded Wolves) entre 2019 et 2021,. Le premier tome, au titre éponyme, remporte le prix Southern Book (en) 2020, dans la catégorie jeunesse.
En 2023, Roshani Chokshi publie La Promise au visage de fleurs (The Last Tale of the Flower Bride) son premier livre destiné à un lectorat adulte, relevant du genre gothique et de l'horreur,. Il s'inspire de contes de fées,.

## Prix et distinctions

### Lauréate
- 2020 : prix Southern Book (en), catégorie jeunesse, pour Les Loups dorés[18].

### Finaliste
- 2016 : prix Andre-Norton pour Le Baiser amer des étoiles[22].
- 2017 : prix Locus du meilleur premier roman pour Le Baiser amer des étoiles[7].
- 2018 : prix Andre-Norton pour Aru Shah et la lampe du chaos[23].
- 2020 : prix Georgia Author of the Year, catégorie young adult, pour Aru Shah et le royaume[14].

## Œuvres

### DuologieLe Baiser amer des étoiles
- Le Baiser amer des étoiles, Sabran, 2024 (The Star-Touched Queen, St. Martin's Griffin, 2016  (ISBN 9781250085474)), trad. Ariane Linstrumelle, 329 p.  (ISBN 9782385600419)
- L'Emblème de nos vœux, Sabran, 2024 (A Crown of Wishes, St. Martin's Griffin, 2017  (ISBN 9781250085498)), trad. Ariane Linstrumelle, 393 p.  (ISBN 9782385600822)

### PentalogiePandava
- Aru Shah et la lampe du chaos, Albin Michel, 2019 (Aru Shah and the End of Time, Rick Riordan Presents, 2018  (ISBN 9781368012355)), trad. Marie Cambolieu, 394 p.  (ISBN 9782226440839)
- Aru Shah et le royaume, Albin Michel, 2020 (Aru Shah and the Song of Death, Rick Riordan Presents, 2019  (ISBN 9781368045858)), trad. Marie Cambolieu, 396 p.  (ISBN 9782226440846)
- Aru Shah and the Tree of Wishes, Rick Riordan Presents, 2020, 394 p.  (ISBN 9781368055079)
- Aru Shah and the City of Gold, Rick Riordan Presents, 2021, 389 p.  (ISBN 9781368013864)
- Aru Shah and the Nectar of Immortality, Riordan Presents, 2022, 373 p.  (ISBN 9781368055444)

### TrilogieLes Loups dorés
- Les Loups dorés, De Saxus, 2022 (The Gilded Wolves, Wednesday Books, 2019  (ISBN 9781250144546)), trad. Axelle Demoulin et Nicolas Ancion, 463 p.  (ISBN 9782378760984)
- Les Serpents argentés, De Saxus, 2022 (The Silvered Serpents, Wednesday Books, 2020  (ISBN 9781250144577)), trad. Axelle Demoulin et Nicolas Ancion, 437 p.  (ISBN 9782378761974)
- Les Créatures de bronze, De Saxus, 2023 (The Bronzed Beasts, Wednesday Books, 2021  (ISBN 9781250144607)), trad. Axelle Demoulin et Nicolas Ancion, 437 p.  (ISBN 9782378762766)

### Romans indépendants
- La Promise au visage de fleurs, Sabran, 2024 (The Last Tale of the Flower Bride, William Morrow, 2023  (ISBN 9780063206502)), trad. Thibaud Eliroff, 320 p.  (ISBN 9782385600242)
- The Spirit Glass, Rick Riordan Presents, 2023, 320 p.  (ISBN 9781368093392)